# Urota herbuloti
Urota herbuloti är en fjärilsart som beskrevs av Philippe Darge 1975. Urota herbuloti ingår i släktet Urota och familjen påfågelsspinnare. Inga underarter finns listade i Catalogue of Life.